# Mostillo de mel
El Mostillo de mel és una de les postres tradicionals més populars de l'Alta Ribagorça i els Pallars. Tradicionalment, s'elaborava durant els mesos d'hivern per aprofitar les restes de mel que quedaven a les bresques. De textura pastosa, s'elabora bullint la mel en un recipient amb aigua fins a aconseguir una massa espessa. A continuació, s'hi afegeixen nous i farina, i uns minuts després es deixa refredar. Avui dia, només se sol preparar a restaurants.